# Sâm vũ diệp
Tam thất hoang hay sâm vũ diệp, tam thất thùy xẻ lông chim hai lần, tam thất lá xẻ, sâm hai lần chẻ, vũ diệp tam thất, hoàng liên thất, tiết trúc nhân sâm (danh pháp: Panax bipinnatifidus) là một loài thực vật có hoa trong Họ Cuồng. Loài này được Seem. miêu tả khoa học đầu tiên năm 1868.
Cây mọc hoang dưới tán rừng nhiệt đới thường xanh mưa mùa ẩm, sườn dốc không quá 30 độ, đất sâu nhiều mùn và đai cao khoảng 1500m. Dùng làm dược liệu Đông y.